# Tatsuya Murasa
Tatsuya Murasa (en japonés: 村佐達也, Murasa Tatsuya; 27 de marzo de 2007) es un deportista japonés que compite en natación, especialista en el estilo libre.
Ganó una medalla de bronce en el Campeonato Mundial de Natación de 2025, en la prueba de 200 m libre. Participó en los Juegos Olímpicos de París 2024, ocupando el séptimo lugar en la prueba de 4 × 200 m libre.

## Palmarés internacional
| Campeonato Mundial | Campeonato Mundial  | Campeonato Mundial | Campeonato Mundial |
| Año                | Lugar               | Medalla            | Prueba             |
| ------------------ | ------------------- | ------------------ | ------------------ |
| 2025               | Singapur (Singapur) | Medalla de bronce  | 200 m libre        |